# Massflyktsdirektivet
Massflyktsdirektivet, eller direktiv 2001/55/EG, även känt som direktivet om tillfälligt skydd, är ett europeiskt direktiv som reglerar miniminormer för att ge tillfälligt skydd vid massiv tillströmning av fördrivna personer till en eller flera medlemsstater inom Europeiska unionen. Direktivet utgör en viktig del av den gemensamma asylpolitiken. Det utfärdades av Europeiska unionens råd den 20 juli 2001, trädde i kraft den 7 augusti 2001 och skulle vara införlivat i medlemsstaternas nationella lagar och andra författningar senast den 31 december 2002.
Massflyktsdirektivet fastställer en rad bestämmelser gällande beviljandet av tillfälligt skydd som en alternativ skyddsform till asyl, däribland utfärdandet av uppehållstillstånd och varaktigheten för och innebörden av det tillfälliga skyddet. Direktivet syftar till att tillämpas när den ordinarie asyllagstiftningen inte räcker till för att hantera ett stort inflöde av asylsökande. Bestämmelserna tillämpades för första gången i samband med ukrainska flyktingkrisen 2022. Direktivet påverkar inte möjligheten för personer att söka asyl och hindrar inte medlemsstaterna från att ha mer förmånliga nationella bestämmelser.
Massflyktsdirektivet är bindande för alla unionens medlemsstater, utom Danmark, som åtnjuter en undantagsklausul på området med frihet, säkerhet och rättvisa.

## Tillkomst och genomförande
Genom Amsterdamfördraget, som trädde i kraft den 1 maj 1999, inleddes processen med att gradvis upprätta ett område med frihet, säkerhet och rättvisa, inklusive en gemensam asylpolitik, inom Europeiska unionen. Som en del av detta föreskrev fördraget att gemensamma asylbestämmelser, däribland miniminormer för att ge tillfälligt skydd åt fördrivna personer från tredjeland, skulle antas inom fem år från fördragets ikraftträdande. Vid sitt sammanträde i Tammerfors, Finland, den 15–16 oktober 1999 enades Europeiska rådet om principerna för detta arbete. I ljuset av bland annat flyktingkrisen efter Kosovokriget ansågs gemensamma bestämmelser om beviljandet av tillfälligt skydd nödvändiga för att skapa ett europeiskt asylsystem som även skulle kunna vara robust vid omfattande flyktingkriser. Många medlemsstater hade vid denna tidpunkt redan infört bestämmelser om tillfälligt skydd för grupper av personer i den nationella lagstiftningen som en alternativ skyddsform till asyl, som ansågs olämpligt att bevilja utan individuell prövning. Förslaget till massflyktsdirektivet presenterades av Europeiska kommissionen den 24 maj 2000. Huvudsyftet med förslaget var att genomföra de bestämmelser som föreskrevs i Amsterdamfördraget gällande tillfälligt skydd och som Europeiska rådet hade enats om principerna för.
Massflyktsdirektivet antogs i enlighet med samrådsförfarandet, det vill säga Europeiska unionens råd lagstiftade efter samråd med Europaparlamentet. Direktivet utfärdades den 20 juli 2001, offentliggjordes i Europeiska gemenskapernas officiella tidning den 7 augusti 2001 och trädde i kraft samma dag. Medlemsstaterna hade dock fram till den 31 december 2002 på sig att införliva direktivet i sina nationella lagar och andra författningar.
Som en del av en större reform av den gemensamma asylpolitiken presenterade kommissionen den 23 september 2020 ett förslag till en massflyktsförordning med syfte att ersätta massflyktsdirektivet. För att träda i kraft måste förslaget dock antas av Europaparlamentet och Europeiska unionens råd i enlighet med det ordinarie lagstiftningsförfarandet, vilket ännu inte har skett på grund av oenighet i förhandlingarna.
Fram till ukrainska flyktingkrisen 2022 hade direktivets bestämmelser ännu inte tillämpats i praktiken. På grund av det stora inflödet av personer i behov av skydd efter Rysslands invasion av Ukraina 2022 inleddes diskussioner i februari 2022 om att betrakta situationen som en massiv tillströmning av fördrivna personer, vilket skulle innebära att direktivets bestämmelser blev tillämpliga. Den 2 mars 2022 lade kommissionen fram ett förslag om att fastställa att det förelåg massiv tillströmning av fördrivna personer, vilket godkändes av rådet för rättsliga och inrikes frågor vid dess sammanträde den 3–4 mars 2022. Beslutet trädde i kraft den 4 mars 2022 och gav personer från Ukraina och deras familjemedlemmar rätt till tillfälligt skydd i enlighet med direktivets bestämmelser.

## Rättslig grund
Massflyktsdirektivet är en del av den gemensamma asylpolitiken. Likt alla rättsakter var direktivet tvunget att ha en giltig rättslig grund i unionens fördrag i enlighet med principen om tilldelade befogenheter för att kunna antas. Direktivet antogs med artikel 63.2 i fördraget om upprättandet av Europeiska gemenskapen som rättslig grund:
| ” | [Rådet skall, i enlighet med det förfarande som avses i artikel 67, inom fem år efter Amsterdamfördragets ikraftträdande besluta om följande:] Åtgärder som avser flyktingar och fördrivna personer inom följande områden: a) Miniminormer för att ge tillfälligt skydd åt fördrivna personer från tredje land vilka inte kan återvända till sitt ursprungsland och för personer som av andra skäl behöver internationellt skydd. b) Främjande av en balans mellan medlemsstaternas insatser för att ta emot flyktingar och fördrivna personer och bära följderna av detta. | „ |
| – Artikel 63.2 i fördraget om upprättandet av Europeiska gemenskapen efter Amsterdamfördragets ikraftträdande | |   |

## Innehåll och bestämmelser
I korthet innebär massflyktsdirektivet att särskilda bestämmelser om tillfälligt skydd kan tillämpas vid massiv tillströmning av fördrivna personer till en eller flera medlemsstater inom Europeiska unionen. Direktivet föreskriver minimibestämmelser och hindrar inte medlemsstaterna från att ha mer förmånliga regler.

### Förmånstagare
Massflyktsdirektivet är tillämpligt på en grupp av fördrivna tredjelandsmedborgare endast om direktivets bestämmelser har aktiverats för dem genom ett genomförandebeslut av Europeiska unionens råd. Ett sådant beslut fattas med kvalificerad majoritet på förslag av Europeiska kommissionen. Medlemsstaterna får då även ge tillfälligt skydd åt andra kategorier av fördrivna personer, om de har flytt av samma skäl och från samma ursprungsland eller ursprungsregion som de personer som omfattas av genomförandebeslutet.
En fördriven person som omfattas av ett genomförandebeslut kan dock nekas tillfälligt skydd om det finns allvarliga skäl för att anta att personen i fråga har begått ett brott mot freden, en krigsförbrytelse eller ett brott mot mänskligheten, har begått ett allvarligt icke-politiskt brott utanför den mottagande medlemsstaten innan ankomsten eller har gjort sig skyldig till handlingar som står i strid med Förenta nationernas syften och principer. Tillfälligt skydd kan även nekas om det föreligger skälig anledning till att betrakta personen som en fara för den mottagande medlemsstatens nationella säkerhet eller som en samhällsfara på grund av att han eller hon har begått ett grovt brott för vilken dom har vunnit laga kraft. Ett nekande av tillfälligt skydd måste alltid grunda sig på personens personliga uppförande och vara förenligt med proportionalitetsprincipen. Enligt direktivet ska personer som nekas tillfälligt skydd ha rätt till rättslig prövning i den berörda medlemsstaten.

#### Ukrainska flyktingkrisen 2022
Den 4 mars 2022 antog rådet för första gången ett genomförandebeslut om föreliggande av massiv tillströmning av fördrivna personer. I beslutet fastställdes följande kategorier av personer som berättigade till tillfälligt skydd om de fördrivits från Ukraina den 24 februari 2022 eller senare till följd av Rysslands invasion:
- Ukrainska medborgare bosatta i Ukraina före den 24 februari 2022.
- Statslösa personer, och medborgare i andra tredjeländer än Ukraina, som åtnjöt internationellt skydd eller motsvarande nationellt skydd i Ukraina före den 24 februari 2022.
- Familjemedlemmar till ovannämnda personer.

Även statslösa och tredjelandsmedborgare som uppehöll sig i Ukraina med permanent uppehållstillstånd före den 24 februari 2022 och som inte kan återvända till sitt ursprungsland eller ursprungsregion ska enligt genomförandebeslutet omfattas av antingen tillfälligt skydd enligt massflyktsdirektivets bestämmelser eller annat ”tillräckligt skydd” enligt nationell rätt. I enlighet med massflyktsdirektivets bestämmelser kan en medlemsstat även ge skydd åt andra personer, som lagligen har varit bosatta i Ukraina men som inte har möjlighet att återvända till sitt ursprungsland eller ursprungsregion.
Under det första året som direktivet var aktiverat fick cirka 4 miljoner människor tillfälligt skydd genom massflyktsdirektivets bestämmelser. I september 2023 föreslog Europeiska kommissionen att aktiveringen av direktivet skulle förlängas ytterligare ett år, fram till och med den 4 mars 2025. Förslaget godkändes av Europeiska unionens råd den 19 oktober 2023. Den 25 juni 2024 beslutade rådet att förlänga det tillfälliga skyddet ytterligare ett år, till och med den 4 mars 2026.

### Varaktigheten för tillfälligt skydd
Det tillfälliga skyddet enligt massflyktsdirektivet är inledningsvis ett år från ikraftträdandet av ett genomförandebeslut. Efter utgången av denna period förlängs den automatiskt med sex månader i taget i upp till ytterligare ett år. Därefter kan perioden förlängas med ett år i taget genom ett beslut av rådet med kvalificerad majoritet på förslag av kommissionen.
Det tillfälliga skyddet upphör antingen när varaktigheten upphör enligt ovannämnda tidsperioder eller när rådet med kvalificerad majoritet på förslag av kommissionen beslutar att avbryta skyddet. Ett sådant beslut måste grunda sig på att situationen i ursprungslandet gör det möjligt för dem som beviljats tillfälligt skydd att tryggt och varaktigt återvända. Europaparlamentet ska underrättas om ett sådant beslut.

### Innebörden av tillfälligt skydd
En person som åtnjuter tillfälligt skydd har rätt till uppehållstillstånd under den period som skyddet gäller. Direktivet föreskriver vissa minimibestämmelser vad gäller rättigheter för personer som åtnjuter tillfälligt skydd, däribland:
- Rätten till en handling på ett språk som personen som åtnjuter tillfälligt skydd förstår där de bestämmelser om tillfälligt skydd som är relevanta för personen i fråga anges.
- Rätten till att utföra arbeta, som anställd eller som egenföretagare, samt rätten att ta del av utbildningsmöjligheter för vuxna, yrkesutbildning och praktisk arbetsplatsorientering. Medlemsstaterna tillåts dock att vidta vissa specifika begränsningar av arbetsmarknadspolitiska skäl.
- Rätten till lämplig inkvartering eller, om så krävs, medel till att skaffa sig bostad.
- Rätten till viss social välfärd och uppehälle, om personen i fråga saknar tillräckliga medel, samt sjukvård. Rätten till sjukvård ska åtminstone innefatta akutsjukvård och nödvändig behandling av sjukdomar. Nödvändig läkarvård ska ges till de som är i behov av det på grund av till exempel skador från tortyr, våldtäkt eller andra former av psykiskt, fysiskt eller sexuellt våld.
- Tillträde till utbildningsväsendet för personer under 18 år på samma villkor som för de egna medborgarna i den mottagande medlemsstaten. Tillträdet får dock begränsas till att endast gälla det offentliga utbildningsväsendet.
- Viss familjeåterförening i enlighet med direktivets bestämmelser.
- Förmyndare eller motsvarande för underåriga som saknar medföljande vuxen.

Vidare ska medlemsstaterna ge personer som tillåts resa in på deras territorium för att få tillfälligt skydd all hjälp som behövs vad gäller nödvändiga visum, däribland transitvisum. Utfärdande av visum ska ske kostnadsfritt eller så billigt som möjligt.
Det tillfälliga skyddet ger inte rätt till fri rörlighet inom unionen. Utfärdandet av ett uppehållstillstånd innebär dock att personen i fråga (om den inte redan omfattas av visumfrihet) har rätt att resa till övriga Schengenländer för kortare vistelse (maximalt 90 dagar under en 180-dagarsperiod) om han eller hon i övrigt uppfyller inresevillkoren till Schengenområdet. En medlemsstat ska enligt direktivet i regel ta tillbaka personer som den har beviljat tillfälligt skydd åt och som reser in utan tillstånd i en annan medlemsstat. Genom bilaterala avtal kan medlemsstaterna dock besluta att denna bestämmelse inte ska tillämpas, vilket beslutades i fallet för ukrainska flyktingkrisen 2022.
Den 5 april 2022 utfärdade Europeiska kommissionen en icke-bindande rekommendation som uppmanade medlemsstaterna att även vidta åtgärder för att underlätta erkännandet av yrkeskvalifikationer för personer som flytt undan Rysslands invasion av Ukraina.

### Rätt till asylprövning vid tillfälligt skydd
En person som åtnjuter tillfälligt skydd har rätt att söka asyl i enlighet med den ordinarie asyllagstiftningen. Om en sådan ansökan inte har handlagts innan det tillfälliga skyddet upphör att gälla ska handläggningen av ansökan avslutas efter denna tidpunkt. En medlemsstat som har godkänt överföringen av en person som åtnjuter tillfälligt skydd till sitt territorium har ansvaret att pröva en asylansökan. I övrigt tillämpas den ordinarie asyllagstiftningen, inklusive Dublinförordningens bestämmelser om vilken medlemsstat som är ansvarig för att pröva en asylansökan.
Medlemsstaterna får, enligt direktivet, föreskriva att en person som söker asyl under tiden då ansökan prövas inte ska omfattas av ett tillfälligt skydd utan istället ha ställning som asylsökande. En person som nekas asyl ska dock återfå sitt tillfälliga skydd efter att asylansökan har prövats.

### Återvändande efter att det tillfälliga skyddet upphört
Efter att det tillfälliga skyddet har upphört ska, enligt direktivet, medlemsstaternas ordinarie lagstiftning för utlänningar tillämpas, dock med vissa begränsningar. Medlemsstaterna ska särskilt underlätta frivilligt återvändande och kan, i undantagsfall, tillåta en förlängning av de skyldigheter som de har gentemot personer som åtnjuter tillfälligt skydd fram till dagen för återvändande. Vid ofrivilligt återvändande ska medlemsstaterna säkerställa att ”respekten för människovärdet” inte åsidosätts och i enskilda fall pröva om det finns tungt vägande humanitära skäl som gör ett återvändande omöjligt eller oskäligt. Medlemsstaterna får inte utvisa personer som på grund av hälsoskäl inte kan förväntas resa, till exempel på grund av att en avbruten medicinsk behandling skulle leda till allvarliga negativa följder för dem. Medlemsstaterna får bevilja förlängt uppehåll för familjer med underåriga barn så att de berörda barnen kan fullfölja pågående termin eller läsår i skolan.

### Solidaritet och samarbete mellan medlemsstaterna
Grunden för massflyktsdirektivet är att medlemsstaterna ska dela på ansvaret för personer i behov av tillfälligt skydd på ett solidariskt sätt. Åtgärder inom ramen för direktivets bestämmelser kan därför få ekonomiskt stöd från Asyl-, migrations- och integrationsfonden. Medlemsstaterna ska i sifferuppgifter eller i allmänna termer ange sin mottagningskapacitet av personer i behov av tillfälligt skydd till Europeiska unionens råd och Europeiska kommissionen. Om tillströmningen av personer i behov av tillfälligt skydd överskrider den totala mottagningskapaciteten kan rådet rekommendera att de berörda medlemsstaterna ges ytterligare stöd. Medlemsstaterna ska, enligt direktivet, även samarbeta med varandra vad gäller överföringen av personer som åtnjuter tillfälligt skydd mellan sig. En särskild passersedel kan utfärdas i enlighet med direktivets bestämmelser för detta ändamål.

## Territoriellt tillämpningsområde
Massflyktsdirektivet omfattar alla unionens medlemsstater som unionsrätt, utom Danmark, som åtnjuter en undantagsklausul på området med frihet, säkerhet och rättvisa och som därför inte är bundet av direktivet. I egenskap av direktiv behövde medlemsstaterna införliva massflyktsdirektivet på nationell nivå för att dess bestämmelser skulle få full rättsverkan. Senast den 31 december 2002 skulle alla medlemsstater ha införlivat det.
Irland, som också åtnjuter en undantagsklausul på området med frihet, säkerhet och rättvisa, valde från början att stå utanför direktivet. Den irländska regeringen anmälde dock till Europeiska kommissionen den 6 maj 2003 sin önskan om att godta direktivet. Genom ett beslut den 2 oktober 2003 fastställde kommissionen att direktivet även skulle bli tillämpligt i Irland från och med den 31 december 2003. Storbritannien, som också åtnjöt en undantagsklausul på området med frihet, säkerhet och rättvisa, omfattades av direktivet fram till den 1 januari 2021 i enlighet med avtalet om Storbritanniens utträde ur Europeiska unionen.